# Little Boots
Victoria Christina Hesketh (Blackpool, Lancashire, 4 de mayo de 1984), más conocida como Little Boots, es una cantante y compositora británica.
Originalmente, Little Boots estuvo en la banda de electropop Dead Disco, de la cual se marchó en 2007, empezando a trabajar en su primer álbum de estudio en solitario. A través del lanzamiento de sencillos promocionales y EP fue adquiriendo atención por parte de los medios de comunicación británicos, recibiendo una nominación a Elección de los Críticos de los Brit Awards, y siendo coronada con el primer puesto de la encuesta Sound of Music 2009 de la BBC. El álbum debut de Little Boots, Hands, fue lanzado el 8 de junio del 2009, convirtiéndose en un gran éxito comercial y crítico.
También es reconocida por tocar instrumentos poco convencionales como el estilófono y el tenori-on.

## Biografía
Hesketh nació en Blackpool, Lancashire y se crio en el pueblo de Thornton. Su padre tiene un negocio de automóviles y su madre es escritora de libros infantiles. Es la hija mayor de tres hermanos.
Hesketh comenzó a tomar lecciones de piano a los 5 años, y gracias a su desempeño finalmente logró ganar una beca en una escuela de música local. Durante este tiempo se le enseñó cómo tocar la flauta y el arpa, y también formó parte del coro de su colegio, recibiendo ayuda profesional para perfeccionar su voz. A los 13 años Hesketh ya estaba componiendo sus primeras canciones.
Asistió a la Rossall School en Fleetwood y, luego consiguió entrar al Blackpool Sixth Form College. Fue durante este tiempo que Hesketh audicionó en el programa de ITV de búsqueda de talentos Pop Idol, competencia en la cual solo alcanzó la 3º ronda antes de ser eliminada por los productores, no pudiendo alcanzar al panel de jueces. En vista de su eliminación, comento: "Me dio rabia e hizo darme cuenta de que este no era un atajo para llegar hasta donde yo quería estar".
Después de participar en la Orquesta de Jazz Joven de Lancashire y cantar junto a un trío de jazz desde hace algún tiempo, Hesketh decidió dar prioridad a su educación y estudió artes culturales en la Universidad de Leeds. Fue durante su tiempo en la universidad que Hesketh, junto de dos de sus compañeras, formó la banda de pop Dead Disco, de la cual Hesketh se convirtió en la cantante principal.

### Dead Disco: 2005 - 2008
Mientras cursaba sus estudios en Leeds, Hesketh realizó una exitosa audición para convertirse en la vocalista de una banda iniciada por Lucy Catherwood y Marie France. Compartiendo gran admiración por The Killers, Ladytron, The Rapture y Siouxsie & the Banshees, crearon Dead Disco, una banda de indie pop en la que Hesketh fue vocalista y toco sintetizador, Catherwood fue guitarrista y France fue bajista. La banda obtuvo su nombre a través de una recolección al azar de palabras.
Con apenas algunas canciones escritas, Dead Disco comenzó a hacer presentaciones en vivo por el norte de Inglaterra. Gracias al reconocimiento de una de sus presentaciones en el evento In the City de Mánchester, el productor musical James Ford invitó a Dead Disco a una sesión de grabación en su estudio de grabación de casa en Londres. Estas sesiones derivaron en el sencillo debut de la banda, The Treatment, lanzado en edición limitada en abril del 2006 a través del sello discográfico High Voltage. Luego fue lanzado a descarga digital a través de Playlouder Records el segundo sencillo City Place. La popularidad de estos sencillos en la escena musical underground generó una alta expectativa para la banda, que pronto se trasladó a Los Ángeles para trabajar con el productor musical Greg Kurstin en lo que sería su álbum debut.
Fue durante este tiempo en que Hesketh comenzó a escribir canciones fuera del estilo indie de la banda, lo que no fue bien recibido por sus compañeras. Ante esto, Hesketh se retiró de la banda, y posteriormente Dead Disco se disolvió, revelándose la separación en diciembre del 2008. Posteriormente, Dead Disco fue sucedida por el proyecto Video Villain, integrado esta vez solo por Catherwood y France.

### Carrera solista: 2008 - Hands & Illuminations
Con su salida de Dead Disco en, inicialmente Hesketh decidió comenzar una carrera como compositora, habiendo compuesto bastantes canciones en la casa de sus padres en Thornton. Sin embargo, al oír sus demos, la discográfica Sixsevenine, decidió inscribirla para iniciar una nueva carrera solista. Durante este tiempo, Hesketh comenzó a grabar versiones de canciones de diversos artistas como The Human League, Wham!, Annie Lennox y otros más, publicándolas en sitios web de redes sociales como MySpace y YouTube.
En el plazo de un año, Hesketh había acumulado varias canciones como para contactarse con Greg Kurstin, y a principios del 2008 emprende la grabación y preparación de su primer álbum bajo el nombre artístico de Little Boots.
El álbum fue grabado a lo largo de ese año en Los Ángeles, con la colaboración de productores como Greg Kurstin y Joe Goddard de Hot Chip. Durante el año fueron lanzados sencillos promocionales de las canciones Stuck on Repeat y Meddle y un EP titulado Arecibo fue lanzado en noviembre del 2008. Estos lanzamientos comenzaron a crear expectativas en los críticos, lo cual llevó a Hesketh a diversas formas de reconocimiento, entre ellas el sondeo Sound of 2009 de la BBC, en el cual Little Boots alcanzó el puesto n.º 1, siendo considerada la artista más esperada para el 2009.
Finalmente, en mayo del 2009 debutó New in Town, el primer sencillo del álbum de Hesketh, que alcanzó el puesto n.º 13 del UK Singles Chart, convirtiéndose en un gran éxito comercial para la cantante. Además, el sencillo tuvo un recibimiento crítico muy positivo, con la revisión de Digital Spy entregando 4 estrellas a la canción, señalando que "Little Boots tendrá a todos pisando fuerte". Posteriormente, su esperado álbum debut, Hands, es lanzado en junio del 2009. El álbum rápidamente se posicionó en el puesto n.º 5 del UK Albums Chart, siendo todo un éxito, y posteriormente recibiendo disco de oro por la BPI. Hands fue lanzado el 2 de marzo del 2010 en los Estados Unidos, llegando al puesto n.º 7 en el conteo U.S. Top Heatseekers.
Hands recibió una recepción muy positiva de los críticos. Emily Mackay de NME consideró que el álbum era "brillante", y comentó que "Little Boots nos entrega una inspiradora historia sobre darnos cuenta de quiénes somos". Mientras tanto, Nick Levine de Digital Spy dio al álbum cinco estrellas, comentando que "los seis primeros temas del disco - todos uptempo, todos buenos - pueden hacer la mejor apertura para cualquier álbum", y también resaltó a los temas Tune into My Heart y No Brakes como "tan melodiosos y bien preparados como los primeros temas del álbum". Ben Thompson de The Times aplaudió a los temas Stuck on Repeat por su "exquisita vulnerabilidad" y Hands por su "transición de énfasis de Little Boots a Victoria". El álbum recibió un puntaje de 68 en Metacritic, indicando "críticas generalmente favorables".
El 9 de junio de 2009, se publica por parte de Christina Victoria Hesketh o Little Boots unos pocos temas titulados en un miniálbum llamado Iluminations en los Estados Unidos y Canadá. Incluye "Stuck on Repeat", "Magical", "Love Kills" (un cover de Freddie Mercury) y "Not Now" (que solo está disponible en los EE. UU. edición). Está diseñado "Illuminations" para ayudar a relanzar Elektra Records. Lo cual se logrará cuando se intente romper en América en 2010, cuando se lance a nivel mundial "Hands".

### 2010–2015:Nocturnes
El 15 de enero de 2013, Little Boots confirmó que ya había completado de grabar su segundo álbum, y que se publicaría en marzo de 2013. El portal Popjustice informó el 18 de enero de 2013 que una de las dos canciones que Little Boots publicó en vinilo con el seudónimo LB, y titulado Superstitious Heart, apareció en línea. El fin de semana del 23-24 de febrero de 2013, Little Boots publicó en las redes sociales distintos posts animando a que siguieran su cuenta en Instagram para recibir noticias del nuevo álbum, publicándose el 24 de febrero la portada del álbum y revelándose que el título sería Nocturnes. Un post anterior mostró varias de las que serían canciones del disco, incluyendo los sencillos "Shake" y "Every Night I Say A Prayer", así como canciones que habían sido interpretadas anteriormente en directo como "Motorway" y "Crescendo" y otros títulos como "Confusion", "Broken Record", "Beat Beat", "Strangers", "All For You", y "Satellites". "Motorway", la canción que abre el álbum, se publicó de forma gratuita en la web de Boots el 25 de febrero a modo de adelanto. Participa junto al Músico Francés Jean-Michel Jarré en el álbum "Electrónica - The Time Machine" con el tema "IF" que sale a la venta el 16 de octubre de 2015.

## Tours y actuaciones

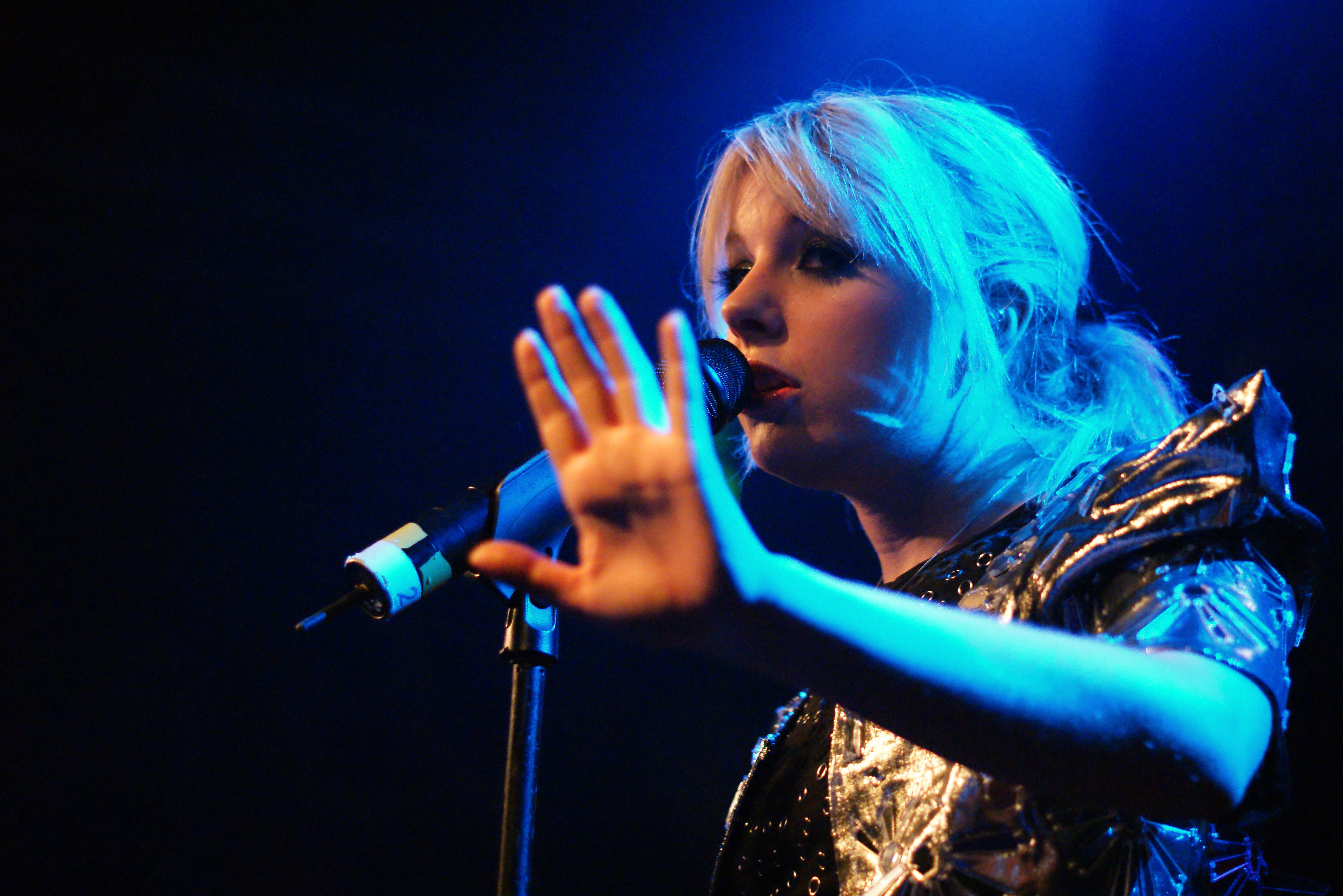
Little Boots. Actuación musical en Seattle.

Para promocionar el álbum, Little Boots hizo varias actuaciones en todo el mundo. Su primera aparición fue en la televisión el 7 de noviembre de 2008. Fue invitada a una entrevista al reconocido programa de Jools Holland, después de publicar algunas canciones en MySpace. El 4 de marzo de 2009, apareció en televisión en Last Call con Carson Daly en los Estados Unidos. Poco estrenado el sencillo #1 de "Hands" llamado "Stuck on Repeat" el 11 de mayo fue nuevamente invitada al programa de Jools Holland, convirtiéndose en la única artista en ir dos veces al programa antes de tener un álbum. Esto fue seguido de una aparición en el programa de radio de la BBC "Woman's Hourel" el 27 de mayo de 2009. También en 2009, la canción "Inmiscuirse" apareció en un anuncio de Victoria's Secret. El 5 de junio de 2009, ella apareció en Bebo musical Beat, en directo en el estudio.
El 11 de julio de 2009, estuvo en el "Oxegen Festival de Música" de 2009. Para Little Boots fue su primera actuación en Irlanda [46].
El 19 de julio de 2009, Little Boots realizó variadas actuaciones en la "T4" en la playa, en la etapa "4Music"
En septiembre de 2009 Little Boots tiene previsto iniciar en América del Norte una gira para promocionar Iluminations [36].

## Otras actividades
El primer sencillo de Little Boots, "New in Town" se utilizó como la 4° pista para la banda sonora de la película de terror norteamericana llamada Jennifer's Body. Hesketh también confirmó que va a trabajar con Joe Goddard de Hot Chip en una canción que será utilizada en una película aún sin nombre. Además participó en una campaña para la marca Nokia.
Según algunos medios británicos, Little Boots podría ser la próxima representante de Reino Unido en Eurovisión 2014. Al parecer la propia cantante comentó a través de Twitter que le gustaría ir a Eurovisión el año próximo. El responsable de Eurovisión en Reino Unido, le contestó que recibiría una llamada.

## Discografía

### Álbumes de estudio
- 2009: Hands (2008 - 2009)
- 2013: Nocturnes (2013)
- 2015: Working Girl (2019)
- 2022: Tomorrow's Yesterdays (2022)

### EP
- 2019: Jump (2019)

### Sencillos
| Año  | Título                       | Mejor posición en listas | Mejor posición en listas | Mejor posición en listas | Mejor posición en listas | Mejor posición en listas | Certificaciones | Álbum     |
| Año  | Título                       | R.U.                     | IRL                      | JAP                      | NZ                       | BEL (FL)                 | Certificaciones | Álbum     |
| ---- | ---------------------------- | ------------------------ | ------------------------ | ------------------------ | ------------------------ | ------------------------ | --------------- | --------- |
| 2009 | «New in Town»                | 13                       | 16                       | 39                       | 29                       | 62                       |                 | Hands     |
| 2009 | «Remedy»                     | 6                        | 5                        | 13                       | 21                       | 62                       | - R.U.: Plata   | Hands     |
| 2009 | «Earthquake»                 | 84                       | —                        | —                        | —                        | —                        |                 | Hands     |
| 2011 | «Shake»                      | —                        | —                        | —                        | —                        | —                        |                 | Nocturnes |
| 2012 | «Every Night I Say a Prayer» | —                        | —                        | —                        | —                        | —                        |                 | Nocturnes |
| 2012 | «Headphones»                 | —                        | —                        | —                        | —                        | —                        |                 |           |
| 2013 | «Motorway»                   | —                        | —                        | —                        | —                        | —                        |                 | Nocturnes |
| 2013 | «Broken Record»              | —                        | —                        | —                        | —                        | —                        |                 | Nocturnes |
| 2013 | «Satellite»                  | —                        | —                        | —                        | —                        | —                        |                 | Nocturnes |

### Sencillos promocionales
| Año  | Título            | Mejor posición | Álbum |
| Año  | Título            | R.U.           | Álbum |
| ---- | ----------------- | -------------- | ----- |
| 2008 | «Stuck on Repeat» | —              | Hands |
| 2008 | «Meddle»          | 97             | Hands |

### Otras canciones en listas
| Año  | Título       | Mejor posición | Álbum              |
| Año  | Título       | R.U.           | Álbum              |
| ---- | ------------ | -------------- | ------------------ |
| 2008 | "Magical"[D] | —              | Illuminations (EP) |
| 2009 | "Love Kills" | 112            | Illuminations (EP) |

### Colaboraciones
| Año  | Canción       | Artista(s)        | Álbum                           |
| ---- | ------------- | ----------------- | ------------------------------- |
| 2009 | «Work It Out» | Heads We Dance    | When the Sirens Sound (Single)  |
| 2014 | «Heartbeat»   | John Dahlbäck     |                                 |
| 2015 | «If..!»       | Jean-Michel Jarre | Electronica 1: The Time Machine |

### Remixes
- 2008: Leon Jean-Marie – Bring It On
- 2009: V V Brown – Leave!
- 2012: Jupiter – Juicy Lucy (Needs a Boogieman)
- 2013: Sally Shapiro – This City's Local Italo Disco DJ Has a Crush on Me
- 2013: Pet Shop Boys – Love Is a Bourgeois Construct

### Videografía

#### Vídeo Director Año
- "New In Town" Jake Nava 2009
- "Remedy" David Wilson 2009
- "Earthquake" David Wilson 2009
- "Every Night I Say A Prayer" Zaiba Jabbar 2012
- "Headphones" Bullion Collective 2012
- "Motorway" 2013
- "Broken Record" AU Agency 2013
- "Satellite" Victoria Hesketh & Sam Brown 2013
- "Shake" Delaney Bishop 2013